# Sayalgudi
Sayalgudi (o Sayalkudi) è una suddivisione dell'India, classificata come town panchayat, di 12.049 abitanti, situata nel distretto di Ramanathapuram, nello stato federato del Tamil Nadu. In base al numero di abitanti la città rientra nella classe IV (da 10.000 a 19.999 persone).

## Geografia fisica
La città è situata a 9° 10' 60 N e 78° 27' 0 E e ha un'altitudine di 13 m s.l.m..

## Società

### Evoluzione demografica
Al censimento del 2001 la popolazione di Sayalgudi assommava a 12.049 persone, delle quali 6.067 maschi e 5.982 femmine. I bambini di età inferiore o uguale ai sei anni assommavano a 1.475, dei quali 749 maschi e 726 femmine. Infine, coloro che erano in grado di saper almeno leggere e scrivere erano 8.219, dei quali 4.665 maschi e 3.554 femmine.